# Presidenti della Provincia di Fermo
Questo elenco riporta i presidenti della Provincia di Fermo.

## Presidenti della Provincia

### Eletti direttamente dai cittadini (2009-2014)
Coalizioni:

  Giunte di centro-sinistra
  Giunte di centro-destra
| Nº | Ritratto | Ritratto | Nome                                      | Mandato          | Mandato         | Partito             | Coalizione            | Elezione |
| Nº | Ritratto | Ritratto | Nome                                      | Inizio           | Fine            | Partito             | Coalizione            | Elezione |
| -- | -------- | -------- | ----------------------------------------- | ---------------- | --------------- | ------------------- | --------------------- | -------- |
| –  |          |          | Michele De Feis (Commissario prefettizio) | 13 dicembre 2004 | 23 giugno 2009  | —                   | —                     | —        |
| 1  |          |          | Fabrizio Cesetti                          | 23 giugno 2009   | 13 ottobre 2014 | Partito Democratico | PD-IdV-FdS-SL-Civiche | 2009     |

### Eletti dai sindaci e consiglieri della provincia (dal 2014)
| Nº  | Nº | Ritratto | Nome                                              | Mandato          | Mandato          | Partito             | Elezione |
| Nº  | Nº | Ritratto | Nome                                              | Inizio           | Fine             | Partito             | Elezione |
| --- | -- | -------- | ------------------------------------------------- | ---------------- | ---------------- | ------------------- | -------- |
| (1) |    |          | Fabrizio Cesetti                                  | 13 ottobre 2014  | 2 luglio 2015    | Partito Democratico | 2014     |
| –   |    |          | Aronne Perugini (Vicepresidente facente funzioni) | 2 luglio 2015    | 18 dicembre 2016 | Lista civica        | 2014     |
| 2   |    |          | Moira Canigola                                    | 18 dicembre 2016 | 19 dicembre 2021 | Partito Democratico | 2016     |
| 3   |    |          | Michele Ortenzi                                   | 19 dicembre 2021 | in carica        | Lista civica        | 2021     |